# Internet.org
Internet.org é uma parceria entre a empresa de serviços de redes sociais Facebook e seis empresas (Samsung, Ericsson, MediaTek, Opera Software, Nokia e Qualcomm) que planeja oferecer acesso a serviços de internet selecionados a países menos desenvolvidos aumentando a eficiência e facilitando o desenvolvimento de novos modelos de negócio em torno da oferta de acesso à Internet. Em novembro de 2016, 40 milhões de pessoas estavam utilizando o Internet.org.
O projeto tem sido criticado como violador da neutralidade da rede, e por escolher os serviços de internet que são incluídos.

## História
Internet.org foi lançado em 20 de agosto de 2013. Na época do lançamento, o fundador e CEO do Facebook, Mark Zuckerberg, publicou um white paper de dez páginas que ele havia escrito elaborando sobre a visão.
No artigo, ele escreveu que o Internet.org foi um passo na direção das iniciativas passadas do Facebook, como Facebook Zero, para melhorar o acesso à internet para pessoas de todo o mundo. Ele também disse que "a conectividade é um direito humano".

### Cúpula da Internet.org
A primeira cúpula da Internet.org foi realizada em 9 de outubro de 2014, em Nova Délhi, na Índia. O principal objetivo desta cúpula foi reunir especialistas, funcionários e líderes da indústria para se concentrar em maneiras de oferecer mais serviços de internet para pessoas em línguas diferentes do inglês. Zuckerberg também conheceu o primeiro-ministro indiano, Narendra Modi, para falar sobre como o Facebook e o governo indiano podem colaborar no Internet.org.

### Participantes
Abaixo está um histórico seletivo de datas de lançamento e redes móveis participantes:
- Julho de 2014: Zâmbia[12]
- Outubro de 2014: Tanzânia [13]
- Novembro de 2014: Quênia[14]
- Janeiro de 2015: Colômbia [15]
- Janeiro de 2015: Gana com a Airtel[16]
- 10 de fevereiro de 2015: Índia com Comunicações de Confiança.[17]  Serviço permanentemente proibido por TRAI um ano mais tarde.
- 18 de março de 2015: Filipinas com Comunicações Espertos[18]
- 31 de março de 2015: Guatemala com Tigo [19]
- 20 de abril de 2015: Indonésia com Indosat[20]
- 10 de maio de 2015: Bangladesh com Robi[21]
- 13 de maio de 2015: Malauí com TNM e Airtel [22]
- 28 de maio de 2015 e 26 de março de 2016: Paquistão com Telenor Paquistão [23][24] e Zong Paquistão respectivamente.[25][26]
- 5 de junho de 2015: Senegal com Tigo[27]
- 19 de junho de 2015: Bolívia com VIVA[28][29]
- 22 de junho de 2015 : Angola com Movicel[30][31]
- 1 de julho de 2015 : África do Sul com C de Cela[30][31]
- 18 de outubro de 2015 : Egito com Etisalat - Serviço suspenso devido a irregularidades.[32]
- 16 de dezembro de 2015: Iraque com Telecomunicação de Korek[33]
- 10 de maio de 2016: Nigéria com Airtel África[34]
- 2 de junho de 2016: Madagascar com Bip[34]
- Junho de 2016: Myanmar com Myanma Posta e Telecomunicações

### Cronograma
| Ano  | Data (se disponível) | Tipo de evento         | Notas |
| ---- | -------------------- | ---------------------- | --- |
| 2013 | 20 de agosto         | Lançamento             | Internet.org é lançado com um white paper de Mark Zuckerberg que afirma que a conectividade é um direito humano. |
| 2013 | 11 de setembro       | Visão                  | Zuckerberg elabora um vídeo, em sua visão, para o TechCrunch Disrupt em 11 de setembro de 2013. |
| 2013 | 16 de setembro       | Visão                  | Facebook e Internet.org detalham algumas tecnologias futuristas para se moverem na direção de seu objetivo de acesso universal a internet acessível. |
| 2013 | 30 de setembro       | Visão                  | Zuckerberg lança um vídeo explicando o objetivo do Internet.org de tornar a Internet 100 vezes mais acessível. |
| 2014 | 24 de fevereiro      | Novos projetos, visão  | Pouco antes de uma apresentação de Zuckerberg no Mobile World Congress em Barcelona, o Internet.org revela vários novos projetos: uma parceria de educação chamada SocialEDU com a Nokia e a operadora local AirTel, edX, e o governo em Ruanda; Um projeto com a Unilever na Índia; e um novo Laboratório de Inovação da Internet.org com a Ericsson em sua sede em Menlo Park. Na apresentação, Zuckerberg diz que a recente aquisição do aplicativo de mensagens móveis WhatsApp por US$ 19 bilhões estava intimamente relacionada à visão do Internet.org. De acordo com um artigo da TechCrunch, a visão de Zuckerberg para a Internet.org foi a seguinte: "A ideia é desenvolver um grupo de serviços básicos de internet que seria gratuito para usar". Poderia ser um serviço de rede social como o Facebook, um serviço de mensagens, talvez de busca e outos. Fornecendo um pacote destes gratuitamente para os usuários. |
| 2014 | Março                | Potencial de aquisição | Há rumores de que o Facebook está comprando o fabricante de drone, Titan Aerospace, por US$ 60 milhões, a fim de promover sua visão com o Internet.org, e que os drones iriam desempenhar um papel semelhante aos balões no Projeto Loon do Google. |
| 2014 | 27 de março          | Novos projetos         | O Facebook anuncia um Laboratório de Conectividade como parte da iniciativa Internet.org, com o objetivo de trazer a internet para todos via drones, adquiridos da Titan Ascenta. Também é comunicado pelo Laboratório de Conectividade que, além de usar drones, órbita de baixa-terra e satélites geossíncronos também seriam parte do projeto, para estabelecer conectividade à Internet em outras áreas. Todos os três sistemas dependem da óptica do espaço livre (FSO). Na óptica de espaço livre, o sinal é enviado em um pacote compacto de luz infravermelha. |
| 2014 | 30 de abril          | Ferramentas            | É anunciado que o Internet.org deixaria os desenvolvedores f8 testarem seus aplicativos em uma rede simulada de baixa banda larga. |
| 2014 | 9 de outubro         | Debate                 | Na primeira cúpula da Internet.org em Nova Délhi, Zuckerberg anunciou que a Internet.org está lançando um concurso com um prêmio de US$ 1 milhão, com o objetivo de fazer com que as pessoas na Índia desejem a web. |
| 2014 | 12 de outubro        | Ferramentas            | A Internet.org anuncia que está trabalhando com as operadoras para analisar e melhorar o desempenho da rede para beneficiar seus usuários, e que começou trabalhando com operadoras na Indonésia. |
| 2015 | 2 de março           | Parceria, concorrência | No Congresso Mundial de Móveis, Mark Zuckerberg diz que a iniciativa da Internet.org está "disposta a trabalhar" com o Projeto Loon (projeto do Google para usar balões de alta altitude para fornecer acesso à Internet a pessoas mais baratas), mas enfatiza que, está em parceria com as empresas de telecomunicações existentes para melhorar o acesso e reduzir os custos para as pessoas já dentro da faixa de uma rede, que ele estima em mais de 80% da população. |
| 2015 | 15 de abril          | Reação negativa        | Alguns indianos começam a retirar-se do internet.org para proteger a neutralidade da rede. |
| 2015 | 4 de maio            | Plataforma             | Facebook anuncia a Plataforma Internet.org, um programa aberto para desenvolvedores para criar facilmente serviços que integram com o Internet.org. Os sites participantes devem atender a três critérios: (1°) Explorar toda a Internet; (2°) Eficiência no uso de dados (3°) Especificações técnicas: otimizado para navegar em uma ampla gama de dispositivos, incluindo smartphones e dispositivos móveis menos sofisticados, e não deve depender de JavaScript ou HTTPS. Isso é visto pelos comentaristas como uma resposta às preocupações levantadas sobre a neutralidade da rede. |
| 2015 | Outubro              | Aquisição              | Facebook e Eutelsat alugam toda a capacidade da banda Ka (36 feixes de ponto com uma vazão total de 18 gigabits) no satélite Amos-6, planejado para fornecer acesso a partes da África. |
| 2016 | 20 de janeiro        | Reação negativa        | Google Search sai da plataforma Free Basics do Facebook na Zâmbia. |
| 2016 | 21 de janeiro        | Reação negativa        | A Autoridade de Regulamentação das Telecomunicações da Índia (TRAI) critica e repreende o Facebook por seus comerciais enganosos e Astroturfing a campanha Free Basics. A TRAI acusou o Facebook de não ter passado as quatro perguntas no documento de consulta do regulador e também de bloquear o acesso ao e-mail designado pelo TRAI para comentários sobre o Free Basics. |
| 2016 | 8 de fevereiro       | Reação negativa        | A TRAI proíbe o serviço Free Basics na Índia com base na notificação "Proibição de tarifas discriminatórias para os serviços de dados, 2016". |
| 2016 | 11 de fevereiro      | Reação negativa        | Facebook retira a plataforma Free Basics da Índia após ter sido banido pela "Proibição de tarifas discriminatórias para os regulamentos de serviços de dados, 2016". |

## Sites web disponíveis
Os sites da web seguintes são acessíveis via serviço, embora nem todos estejam disponíveis em certos países:
- Facebook
- Wikipedia
- Wikihow
- SmartSex
- IamPurple
- HIV360
- BeSmart
- LoveWords
- SmartChoices
- Bing Procura
- Accuweather
- Ask.com
- Wattpad
- Dictionary.com
- ESPN

## Recepção

### Expansão do acesso à Internet
Um artigo publicado em agosto de 2013 no Datamation, discutiu o Internet.org em relação a iniciativas de acessibilidade passadas pelo Facebook e Google tais como Facebook Zero e Projeto Loon.
Em dezembro de 2013, David Talbot escreveu um artigo detalhado para o Technology Review, intitulado "Duas faces do Facebook: Facebook e Google visam a conectividade global, mas para quem? Sobre o Internet.org e outras iniciativas de acessibilidade à Internet". Internet.org e o Projeto Loon foram descritos como estando envolvidos em uma corrida espacial na Internet.
Houve também debates técnicos sobre a viabilidade relativa e o valor de usar balões (como defendido pelo Projeto Loon) em vez de zangões, com Mark Zuckerberg favorecendo drones.

### Pesquisa de experiência do usuário
Em 2015, pesquisadores avaliando como o Facebook Zero forma o uso de Tecnologias de Informação e Comunicação (TIC) no mundo em desenvolvimento, descobriu-se que 11% dos indonésios que disseram usar o Facebook também disseram que não usavam a Internet, 65% dos nigerianos e 61% dos indonésios concordam com a afirmação de que "o Facebook é a Internet", em comparação com apenas 5% nos EUA.

### Princípios da neutralidade da rede
Em 15 de abril de 2015, vários parceiros do programa indiano Internet.org pararam devido ao que eles perceberam como a violação do Facebook da neutralidade da rede. Cleartrip disse que era impossível fingir que não há conflito de interesses.
Depois de muita crítica o Internet.org que tem parceria com Reliance na Índia, Mark Zuckerberg respondeu em um artigo para Hindustan Times afirmando que o Internet.org e neutralidade da rede podem coexistir e que o Internet.org nunca diferenciará entre serviços. Suas reivindicações foram contestadas por muitos artigos de resposta, incluindo um publicado no Hindustan Times. Em maio de 2015, foi anunciada a Plataforma Internet.org, aberta à participação de qualquer desenvolvedor que atenda diretrizes especificadas. Alguns comentaristas viram este anúncio como uma resposta às preocupações de neutralidade da rede expressas. O PMO expressou seu descontentamento com a reação e manipulação do documento de consulta da TRAI pelo Facebook, chamando-o de uma sondagem de opinião grosseiramente majoritária e orquestrada.
Um jornalista indiano, em sua resposta ao artigo de Mark Zuckerberg defendendo o Internet.org na Índia, criticou o site Internet.org como "sendo apenas um proxy do Facebook voltado para os pobres da Índia", pois fornece acesso limitado à Internet para os assinantes da Reliance Telecom na Índia. Até abril de 2015, os usuários do Internet.org poderiam acessar (gratuitamente) apenas alguns sites e o papel do Facebook como gatekeeper na determinação de quais sites estavam nessa lista foi criticado por violar a neutralidade da rede. Em maio de 2015, o Facebook anunciou que a plataforma Free Basics seria aberta para sites que atendessem aos critérios.